# Khepri

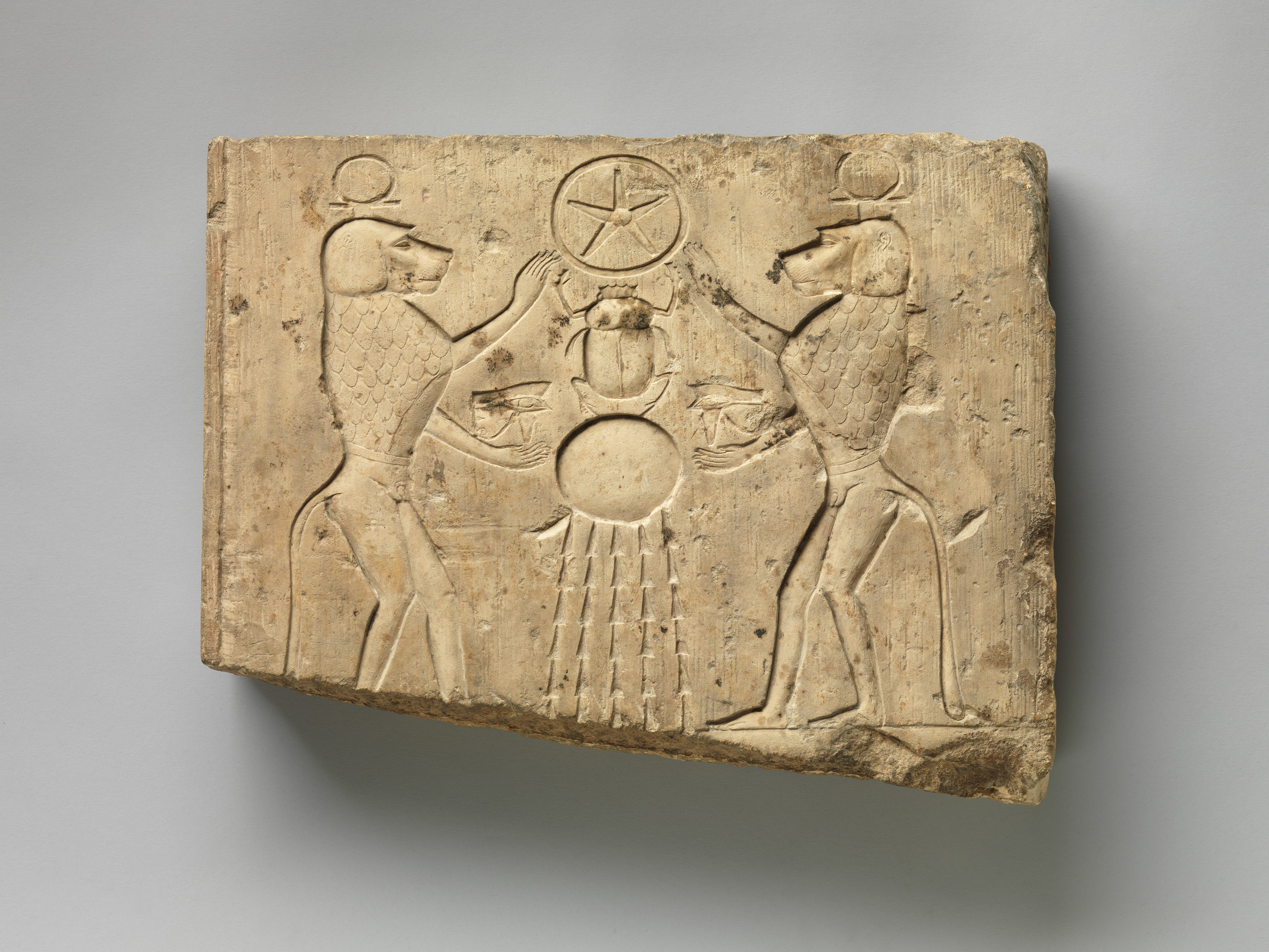
Neste painel em relevo, Khepri é retratado apenas como um escaravelho. Acima de sua cabeça, o deus do sol segura o Duat, um símbolo da vida após a morte. O escaravelho está sobre um disco solar com raios solares estendendo-se para baixo.Ra, o sol nas suas três fases durante o dia (nascer do sol, meio-dia, pôr do sol).
O disco representa Rá (o sol), que representa perfeição, força e vitalidade ao meio-dia.
Contém o escaravelho Khepri, que representa o sol no seu nascimento e nascendo no horizonte oriental.
Atum (o corpo) com uma cabeça de carneiro, que simboliza o sol ao pôr do sol no horizonte ocidental, simbolizando a transição para o submundo. Ao pôr do sol, o sol desaparecia atrás das montanhas e entrava nas profundezas da terra para dar início à sua jornada noturna.

Na mitologia egípcia, Khepri (também Kheper, Khepera, Khepra, Khepre, Khepere) é uma divindade principal. Khepri é associado com a imagem do escaravelho, cujo comportamento de ficar carregando bolas de estrume é comparado às forças que fazem mover o Sol.
Khepri gradualmente veio a ser considerado como uma encarnação do próprio Sol, e por isso tornou-se uma das formas do Deus do Sol. Segundo a Religião Egípcia, ele era responsável por "rolar" o sol para fora do Duat no final da sua jornada, também representava o renascimento diário de Rá.

## Mitologia
O deus Khepri criou-se a partir da matéria primordial ao dizer seu próprio nome, em seguida ele procriou os deuses Shu e Téfnis, formando a primeira trindade. De Shu e Téfnis nasceram Geb  e Nut.
Nut, esposa de Geb, foi a mãe de Osíris, Seti, Ísis e Néftis, em um único parto.

## Origem
Como o escaravelho rola-bosta deixa os ovos nos corpos mortos de vários animais, incluindo outros escaravelhos, e no esterco, daí emergindo para o nascimento, os antigos egípcios acreditavam que os escaravelhos estavam carregados da substância da morte. Por isso, associavam ainda Khepri ao renascimento (ou reencarnação), renovação e ressurreição. De facto, o símbolo do escaravelho Khepri em egípcio antigo significa tornar-se. Como resultado disso, quando o culto do deus-Sol rival Rá alcançou  significado, Khepri foi identificado como uma variante de Rá (o aspecto do Sol na manhã ou madrugada).
Consequentemente, quando Rá Amon se tornou a identidade de um mesmo deus (Amon-Rá),  determinou-se que Khepri era a forma de Rá quando jovem, em conflito com Nefertum, que era o Atum jovem. Isto tudo gerou uma cosmogonia onde Rá, como Khepri, foi resultado da actividade da Ogdóade e emergiu de uma flor de lótus azul apenas para ser imediatamente transformado em Nefertum que, depois de crescer, gerou a Enéade.

## Formas de representações
Khepri foi principalmente esculpido e pintado como um escaravelho, não obstante em alguns papiros funerários ser representado como um homem com a cabeça de escaravelho. Ele também foi representado como um escaravelho numa barca solar segurada por Num. Quando representado como um escaravelho, ele era normalmente posto a empurrar o sol através do céu durante o dia, bem como a empurrá-lo em segurança durante a noite, na passagem do Sol pelo submundo.
Como o aspecto de Rá, é particularmente prevalecente na literatura funerária do período do Império Novo, quando muitos túmulos do Vale dos Reis foram decorados com Rá como o disco solar, Khepri como o Sol na manhã ou madrugada e Atum como o Sol poente.

## Na cultura popular
Em Trono de Fogo, o segundo livro da série As Crônicas dos Kane, de Rick Riordan, Khepri, na forma de um escaravelho, é uma das três formas em que Rá se dividiu, quando se retirou para dormir.